# Ulvi Güveneroğlu
Ulvi Güveneroğlu (* 26. Juli 1960 in Elazığ) ist ein ehemaliger türkischer Fußballspieler und -trainer. Durch seine langjährige Tätigkeit für Beşiktaş Istanbul und als Eigengewächs wird er sehr stark mit diesem Verein assoziiert. Von Fan- und Vereinsseiten wird er als einer der bedeutendsten Spieler der Klubgeschichte aufgefasst. So hält er mehrere Vereinsrekorde. Mit 404 Erstligaeinsätzen für Beşiktaş ist er nach Rıza Çalımbay (494) der Spieler mit den meisten Süper-Lig-Einsätzen der Vereinsgeschichte und mit 401 in der Liste der Fußballspieler mit den meisten Süper-Lig-Einsätzen an 15. Stelle.

## Spielerkarriere

### Verein
Güveneroğlu startete seine Vereinskarriere in der Jugend von Elazığspor und stieg später hier in den Kader der Profimannschaft auf. Nachdem er bis zum Sommer 1979 hier aktiv gewesen war, verließ Güveneroğlu seinen Heimatverein und wechselte zum Traditionsklub Beşiktaş Istanbul. Bei diesem Klub etablierte er sich nach zwei Spielzeiten allmählich zum Stammspieler und Leistungsträger. Sein Verein erlebte in Güveneroğlus erster Saison, der Saison 1979/80, eines seiner schwächsten Saisonleistungen und sicherte sich erst in den letzten Spieltagen den Klassenerhalt. In Güveneroğlus zweiter Saison etablierte sich seine Mannschaft zwar im oberen Tabellendrittel, blieb aber bei der Meisterschaft chancenlos. In der Spielzeit 1981/82 lieferte sich die Mannschaft mit dem anatolischen Verein Trabzonspor, der damals den türkischen Fußball dominierte, über die gesamte Saison ein Kopf-an-Kopf-Rennen um die türkische Meisterschaft. Am Ende konnte sich Beşiktaş durchsetzen und wurde nach fünfzehn Jahren wieder türkische Fußballmeister. Güveneroğlu bildete mit seinen beiden Abwehrkollegen Mehmet Ekşi und Samet Aybaba ein erfolgreiches Abwehrtrio, welches nach Trabzonspors Abwehr die wenigsten Gegentore zuließ. Die nächsten beiden Spielzeiten blieb Beşiktaş in der Meisterschaft wieder chancenlos. Als einziger Lichtblick erreichte die Mannschaft im Sommer 1984 das Pokalfinale und unterlag hier Trabzonspor. Da der Gegner auch die Meisterschaft gewann, qualifizierte sich Beşiktaş für den UEFA-Pokal. Erst in der Spielzeit 1984/85 gelang es der Mannschaft wieder um die Meisterschaft mitzuspielen und wahrte sich die Chance auf die Meisterschaft bis zum letzten Spieltag. Am Ende wurde die Meisterschaft mit einem Punkt Unterschied an den Erzrivalen Fenerbahçe Istanbul vergeben. Güveneroğlu bildete in dieser Spielzeit mit Aybaba und Kadir Akbulut, Hüsamettin Gökçen und dem jungen Gökhan Keskin die erfolgreichste Abwehr der Liga. Mit 19 Gegentoren kassierte die Mannschaft die mit Abstand wenigsten Tore aller Erstligateams. In der Erstligasaison 1985/86 lieferte sich Güveneroğlus Mannschaft dieses Mal über die gesamte Spielzeit mit dem Erzrivalen Galatasaray Istanbul ein Kopf-an-Kopf-Rennen um die türkische Meisterschaft. Diese sicherte sich das Team erst am letzten Spieltag, punktgleich mit Galatasaray, dank des besseren Torverhältnisses. Zudem gewann die Mannschaft in dieser Saison den Präsidenten-Pokal und den Marinepokal. Die nächste Spielzeit holte man den Premierminister-Pokal, vergab aber die Meisterschaft mit einem Punkt Unterschied an Galatasaray. Im Sommer 1987 stellte der Verein mit dem Engländer Gordon Milne einen neuen Trainer ein. Güveneroğlu genoss auf Anhieb das Vertrauen von Milne und zählte auch unter diesem Trainer zu den wichtigsten Spielern seiner Mannschaft. Sein Team beendete die Saison erneut hinter Galatasaray als Vizemeister. Ab der zweiten Saison unter Milne war Güveneroğlu ein fester Bestandteil der von Vereins- und Fanseite als legendär bezeichneten Mannschaft, die in den Spielzeiten 1989/90, 1990/91 und 1991/92 dreimal hintereinander die Türkische Meisterschaft gewinnen konnte. In der Saison 1989/90 wurde das Team zudem Türkischer Pokalsieger und erreichte damit auch zum ersten Mal in seiner Vereinsgeschichte das Double. Erst in den letzten beiden dieser Spielzeiten verlor Güveneroğlu allmählich seine Stellung innerhalb der Mannschaft. Nachdem die Spielzeit 1992/93 missglückt war, wurde im Sommer 1993 der Erfolgstrainer Milne durch Christoph Daum abgelöst. Dieser Trainer ordnete eine Revision im Kader an. Güveneroğlu wurde nach dieser Revision zwar im Kader behalten, spielte jedoch lediglich in vier Ligapartien mit. In dieser Saison wurde er mit seinem Team türkischer Pokalsieger.
Im Sommer 1994 beendete er seine Spielerlaufbahn.

### Nationalmannschaft
Güveneroğlu wurde 1981 in den Kader der Türkischen U-21-Nationalmannschaft nominiert und absolvierte in diesem Jahr zwei Spiele für die U-21-Auswahl seines Landes.
Obwohl Güveneroğlu etwa 15 Jahre lang bei Beşiktaş Istanbul, einem Topteam des türkischen Fußballs, als Stammspieler und Leistungsträger immer gesetzt war und die Türkischen A-Nationalmannschaft während dieser Zeit mehrmals den Trainer wechselte, absolvierte Güveneroğlu kein einziges A-Länderspiel. Das gleiche Schicksal teilte ebenfalls sein langjähriger Abwehrpartner Samet Aybaba, der zusammen mit Güveneroğlu über mehrere Spielzeiten die erfolgreichste Abwehr der Liga bildete.

## Trainerkarriere
Nach Beendigung seiner aktiven Laufbahn blieb Güveneroğlu dem Fußball lange fern. Durch das Zureden seines ehemaligen Mannschaftskameraden Samet Aybaba arbeitete er ab März 2001 beim Erstligisten Gençlerbirliği Ankara und assistierte hier dem Cheftrainer Aybaba. Anschließend folgte er in dieser Funktion Aybaba bei dessen Trainerstationen bei Gaziantepspor und Trabzonspor.
Nachdem Güveneroğlu 2003 für zwei Jahre nicht mehr als Trainer gearbeitet hatte, wurde er im Dezember 2005 Saison 2005/06 bei Beşiktaş als einer der Assistenten von Jean Tigana vorgestellt.
Mit dem Weggang Tiganas zum Sommer 2007 verließ auch Güveneroğlu Beşiktaş und versuchte sich im Folgenden bei İstanbulspor und Erzurumspor als Cheftrainer.
Ab November 2008 assistierte er bei Gençlerbirliği Ankara seinem ehemaligen Mitspieler Aybaba. 
Im Sommer 2010 wurde er bei Beşiktaş als Jugendspieler eingestellt.
Zur Saison 2012/13 wurde Aybaba bei Beşiktaş Istanbul als Cheftrainer vorgestellt. Nach kurzer Zeit wurde Güveneroğlu zusammen mit Recep Çetin als neue Co-Trainer eingestellt. Im Sommer 2013 verließ er dann zusammen mit Aybaba Beşiktaş wieder.

## Erfolge
Mit Beşiktaş Istanbul
- Türkische Meisterschaft: 1981/82, 1985/86, 1989/90, 1990/91, 1991/92
- Türkischer Pokal: 1988/89, 1989/90, 1993/94
- Präsidenten-Pokalspieler: 1985/86, 1988/89, 1991/92
- Premierminister-Pokalsieger: 1979/80, 1988/89, 1992/93
- Marinepokalsieger: 1985/86
- TSYD-Istanbul-Pokalsieger: 1983/84, 1984/85, 1988/89, 1989/90, 1990/91, 1993/94